# Beacon Football Club
El Beacon Football Club es un equipo de fútbol de Guyana que juega en la Liga Regional de Georgetown, una de las ligas que componen el segundo nivel del país.

## Historia
Fue fundado en el año 1985 en la capital Georgetown por el exfutbolista Gordon Braithwaite con el nombre YSM Beacon y desde su fundación es miembro de la Asociación de Fútbol de Georgetown y ha sido campeón de la liga regional en 1 ocasión en la temporada 1995, así como un título de copa local ganado en la temporada 1995/96.
A nivel internacional han participado en un torneo continental, en la Copa de Campeones de la Concacaf 1995, en la cual fueron eliminados tras abandonar el torneo en la final del Caribe antes de enfrentarse al CS Moulien de Guadalupe.

## Palmarés
- Liga Regional de Georgetown: 1

1995
- Kashif & Shanghai Knockout Tournament: 1

1995/96

## Participación en competiciones de la Concacaf
| Temporada | Torneo                           | Ronda            | Club       | Casa  | Visita | Global      |
| --------- | -------------------------------- | ---------------- | ---------- | ----- | ------ | ----------- |
| 1995      | Copa de Campeones de la Concacaf | Caribe 1         | Racing     | w.o.1 | w.o.1  | w.o.1       |
| 1995      | Copa de Campeones de la Concacaf | Caribe 2         | L'Aigion   | w.o.2 | w.o.2  | w.o.2       |
| 1995      | Copa de Campeones de la Concacaf | Semifinal Caribe | Top XX     | 4-2   | 0-2    | 4-4 (5-4 p) |
| 1995      | Copa de Campeones de la Concacaf | Final Caribe     | CS Moulien | w.o.3 | w.o.3  | w.o.3       |

1- Racing abandonó el torneo.

2- Aiglon abandonó el torneo.

3- Beacon abandonó el torneo.